# 埃丹

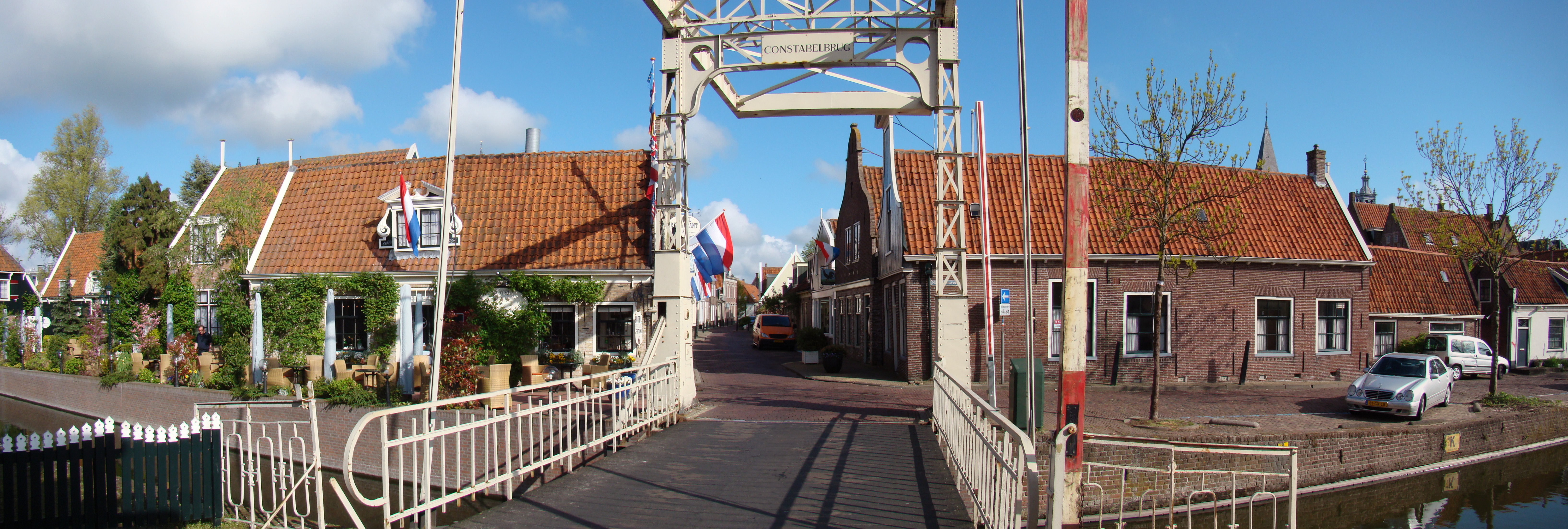

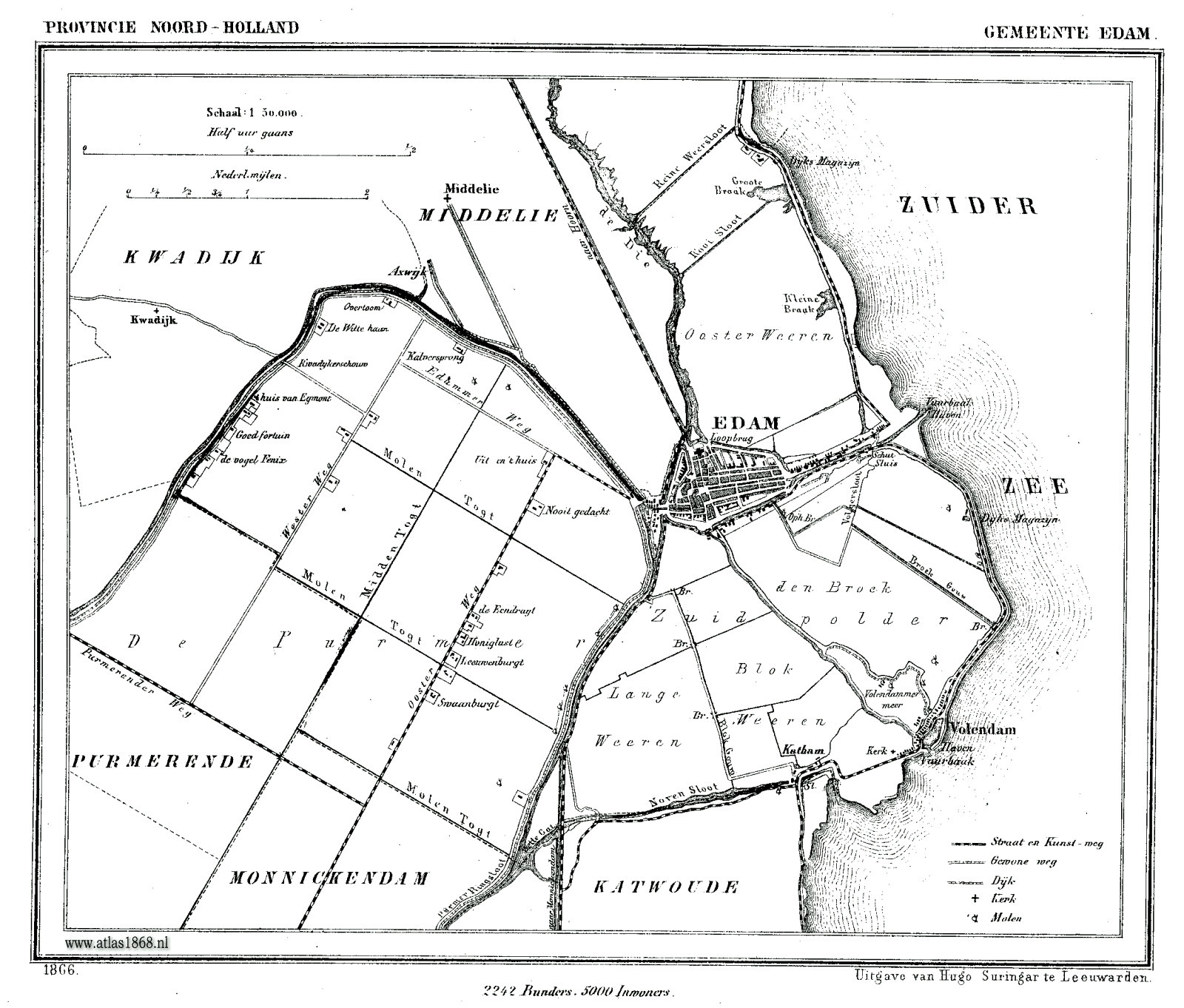

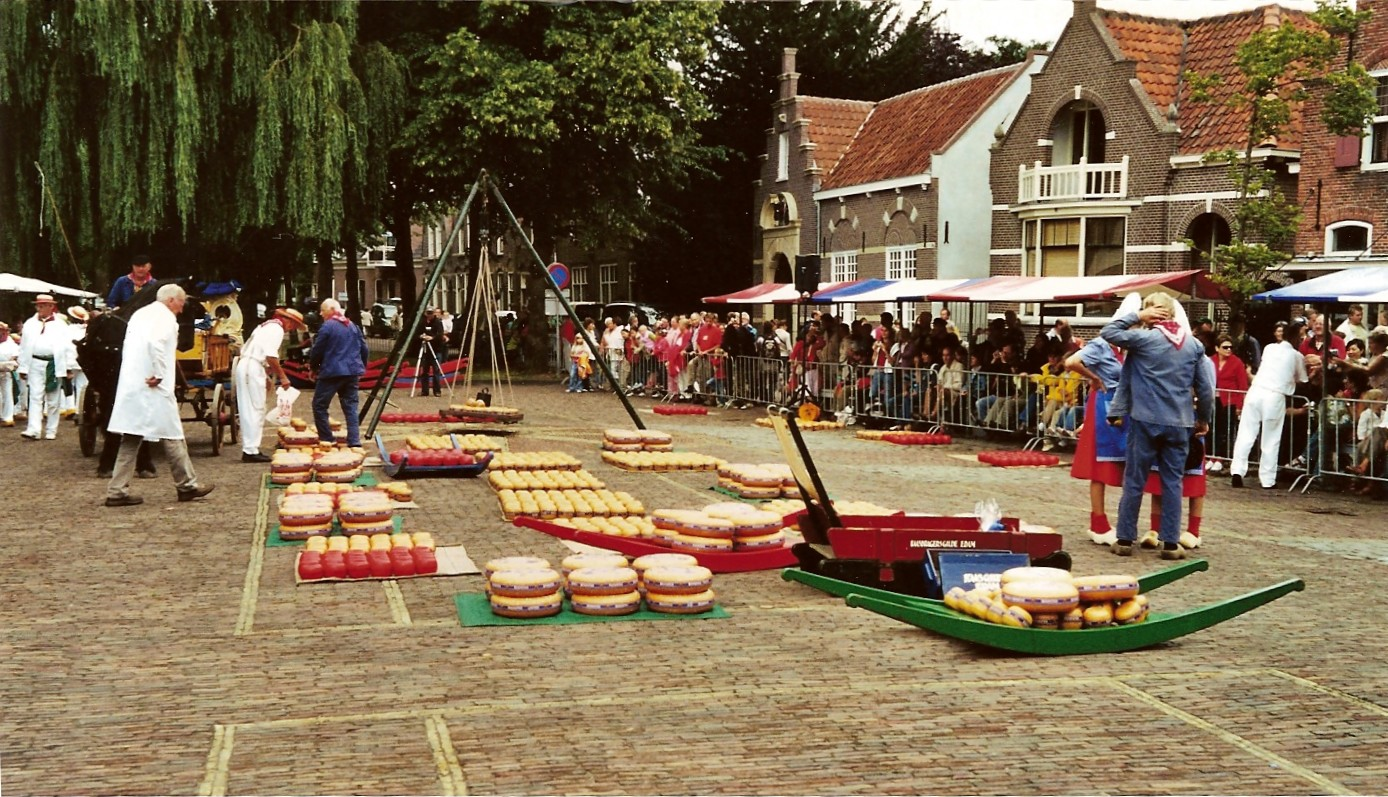

埃丹（荷蘭語：Edam，荷蘭語發音：[eːˈdɑm] ⓘ）是荷蘭北荷蘭省埃丹-福伦丹的一个城鎮，位於該國西北部，鎮上的市政廳建於1737年，該鎮出產著名的埃丹奶酪，人口約7,380。公元十六世紀時，乳酪業是該鎮的主要經濟活動。

## 外部連結
- Tourist information about Edam（页面存档备份，存于）

52°31′N 5°03′E / 52.517°N 5.050°E